# Jacques Haneuse
Jacques Haneuse est un architecte français, né en 1710, mort en 1765 ou 1770.

## Biographie
Il s'est présenté pour le Grand prix de l'Académie en 1730, 1731 et 1732. Il a obtenu le premier Grand prix à l’Académie en architecture le 26 août 1733, sur un projet d' une place publique de cinquante toises.
Il a construit le château de Chauvry, près de Montmorency, pour Balthazar Durand de Beauval. Les honoraires ont été estimées par l'expert Boullée père. Le château a été remanié par Boullée fils en 1783 pour Mme de La Massais,.
Son père, Jacques Haneuse, était marbrier sculpteur. Il a été marié à Jeanne-Marie Roullois en 1740,. Elle fait son testament en 1766.
Il était propriétaire au Plessis-Bouchard en 1742.